# Vîderta, Kamin-Kașîrskîi
Vîderta (în ucraineană Видерта) este o comună în raionul Kamin-Kașîrskîi, regiunea Volînia, Ucraina, formată numai din satul de reședință.

## Demografie
Componența lingvistică a satului Vîderta
     Ucraineană (99,83%)
     Alte limbi (0,17%)
Conform recensământului din 2001, majoritatea populației satului Vîderta era vorbitoare de ucraineană (99,83%), existând în minoritate și vorbitori de alte limbi.